# Горній Уляник
45°32′ пн. ш. 17°02′ сх. д. / 45.53° пн. ш. 17.04° сх. д.
Горній Уляник (хорв. Gornji Uljanik) — населений пункт у Хорватії, у Б'єловарсько-Білогорській жупанії у складі міста Гарешниця.

## Населення
Населення за даними перепису 2011 року становило 116 осіб.
Динаміка чисельності населення поселення: